# 黒木欽堂
黒木 欽堂（くろき きんどう、1866年4月25日（慶応2年3月11日） - 1923年（大正12年）8月31日）は、明治・大正時代の書家・漢学者。名は安雄。字は武卿。別号に欣堂、蓍園。讃岐国（香川県）出身。金石文の権威であり、楚辞や文選等を得意とした。

## 略歴
慶応2年（1866年）讃岐国那珂郡良野村（現・まんのう町吉野）大宮神社祠官黒木茂矩（しげのり）の子として生まれる。黒木家は江戸時代から続く漢学者の家系で、父・茂矩は秋山厳山、日柳燕石らに学び、高松藩藩校・講道館学寮教授、教部省の神道教導職、金刀比羅宮の禰宜(ねぎ)等を務めた。
欽堂は父・茂矩と片山冲堂に学んだ後、漢学塾・二松學舍を経て、1885年（明治17年）東京大学文学部附属古典講習科漢書課後期入学、1888年（明治21年）7月卒業。二松學舍から同じ東大古典講習科に学んだ同級生に児島献吉郎、長尾雨山、山田済斎らがいる。卒業後、東京府師範学校で教鞭をとった。1890年（明治23年）には香川県尋常師範学校（現・香川大学教育学部）教諭となり、1902年（明治35年）香川県工芸学校長（現・県立高松工芸高等学校）も務めた。その後上京し、東京帝国大学、東京美術学校（現・東京芸術大学）、二松學舍などの講師を務める。
他にも、1909年（明治42年）東亜学術研究会の評議員となり儒学や中国学術の振興に努める。書に造詣が深く、1911年（明治44年）法書会を設立して近代書道の発展に尽力し月刊誌「書苑」を発行した。また、犬養木堂（犬養毅）との共著で、古い書を解説した本『書道及書蹟』を出版している。詩文にも長け、乃木希典の漢詩の師範を務め、息子の黒木典雄は、希典の「典」の字を貰った。1921年（大正10年）頃、東京帝国大学上田萬年教授と支那に遊学するが、帰国後、病により1923年（大正12年）8月31日死去。58歳。
著作に「讃岐史要」「学書の方法述」などあり、郷土史関係の書も多い。その功績を称えて明治34年（1901年）11月27日に、香川県教育会から「教育功労者トシテ表彰」されている。

## 著書

### 単著
- 『日本歴史用掛図解説』（集英堂、1891年）
- 『本邦文学之由来』（進歩館、1891年）
- 『小学校用日本史談』（集英堂、1892年）
- 『讃岐史要』（宮脇開益堂、1899年）
- 『小学校用讃岐史談』（宮脇開益堂、1900年）
- 『讃岐国十二勝景図記』（1901年）
- 『古文書鑒』（中興館、1923年）
- 『学書の方法述』（法書会出版部、1929年）

### 共著
- 『地理歴史 讃岐唱歌 鉄道之巻』川添安藏共著（1890年）※黒木は作詞、川添は作曲を担当
- 『書道及書蹟：書画骨董叢書第5巻』犬養木堂共著（書画骨董叢書刊行会、1921年）
- 『書道書蹟大観』犬養木堂共著（東洋書院、1976年）※「書道及書蹟」の復刻

## 関連事項
- 日本の漢字書家一覧
- 東京大学
- 学校法人二松學舍
- 日本の書道史